# قتل جیمز برد
جیمز برد (انگلیسی: James Byrd Jr.‎؛ ۲ مهٔ ۱۹۴۹ – ۷ ژوئن ۱۹۹۸)، مرد سیاه‌پوست آمریکایی بود که توسط سه نفر طرفدار برتری نژادی سفیدپوستان در شهر جسپر، تگزاس آمریکا به قتل رسید. قاتلین: شاون بری، لاورنس بروور و جان کینگ، وی را به پشت وانت بستند و به مسافت سه مایل روی جاده آسفالت کشاندند. جیمز برد، تا حدود نیمی از مسیر راه هشیار بوده‌است تا اینکه در میانه راه دست راست و سرش در اثر برخورد با آبگذر وسط جاده شکسته و کشته می‌شود. قاتلین پس از مرگ او به مسافت یک و نیم مایل دیگر راندند و سپس جسدش را تکه‌تکه کرده و جلوی قبرستان یک کلیسای سیاهپوستان رها کردند.